# Pakuwesi
Pakuwesi is een bestuurslaag in het regentschap Bondowoso van de provincie Oost-Java, Indonesië. Pakuwesi telt 2284 inwoners (volkstelling 2010).